# Малди-Кукшум
Малди́-Кукшу́м (рос. Малды-Кукшум, чув. Малти Кăкшăм) — присілок у складі Вурнарського району Чувашії, Росія. Входить до складу Алгазінського сільського поселення.
Населення — 108 осіб (2010; 126 у 2002).
Національний склад:
- чуваші — 100 %